# Världsmästerskapet i bandy för damer 2007
Världsmästerskapet i bandy för damer 2007 var det tredje världsmästerskapet i bandy för damer och spelades i Budapest i Ungern 11-17 februari 2007. Alla matcherna spelades 2x30 minuter, utom finalmatchen som spelades 2x45 minuter. Sverige vann turneringen före Ryssland och Norge. Ungern gjorde VM-debut. I finalen vann Sverige med 3-2 över Ryssland.

## Gruppspel
| Land     | S | V | O | F | GM | IM | +/- | P  |
| -------- | - | - | - | - | -- | -- | --- | -- |
| Ryssland | 6 | 5 | 1 | 0 | 33 | 4  | +29 | 11 |
| Sverige  | 6 | 4 | 2 | 0 | 35 | 4  | +31 | 10 |
| Norge    | 6 | 4 | 0 | 2 | 15 | 18 | -3  | 8  |
| Kanada   | 6 | 3 | 0 | 3 | 16 | 19 | -3  | 6  |
| Finland  | 6 | 2 | 0 | 4 | 12 | 14 | -2  | 4  |
| USA      | 6 | 1 | 1 | 4 | 11 | 24 | -13 | 3  |
| Ungern   | 6 | 0 | 0 | 6 | 0  | 39 | -39 | 0  |

- 11 februari 2007 Kanada-Ungern 6-0
- 12 februari 2007 Ryssland-Norge 7-1
- 12 februari 2007 Finland-USA 5-0
- 12 februari 2007 Norge-Kanada 4-1
- 12 februari 2007 USA-Ungern 10-0
- 12 februari 2007 Sverige-Ryssland 3-3 (Ryssland vann straffslagstävlingen)
- 13 februari 2007 Finland-Kanada 2-3
- 13 februari 2007 Sverige-Ungern 6-0
- 13 februari 2007 Ryssland-USA 10-0
- 13 februari 2007 Sverige-Norge 10-0
- 13 februari 2007 Ryssland-Ungern 8-0
- 14 februari 2007 Sverige-USA 0-0 (Sverige vann straffslagstävlingen med 3-0)
- 14 februari 2007 Norge-Finland 2-0
- 14 februari 2007 Ryssland-Kanada 3-0
- 14 februari 2007 Norge-USA 3-0
- 14 februari 2007 Finland-Ungern 4-0
- 15 februari 2007 Sverige-Kanada 9-0
- 15 februari 2007 Ryssland-Finland 2-0
- 15 februari 2007 Norge-Ungern 5-0
- 15 februari 2007 Sverige-Finland 7-1
- 15 februari 2007 USA-Kanada 1-6

## Slutspel

### Semifinaler
- 16 februari 2007 Ryssland-Kanada 5-0
- 16 februari 2007 Sverige-Norge 7-0 (4-0)

### Match om femte plats
- 16 februari 2007 Finland-USA 2-1

### Bronsmatch
- 16 februari 2007 Kanada-Norge 3-3 (Norge vann straffslagstävlingen)

### Final
- 17 februari 2007 Ryssland-Sverige 2-3 (0-1)

## Övrigt

### Nordamerikanska framgångar
Detta världsmästerskap blev det dittills mest framgångsrika för bandyn i Nordamerika.
- Kanada vann första gången mot Finland.
- Kanada tog sig för första gången till semifinal.
- Kanada spelade för första gången oavgjort vid full tid mot Norge (match om brons).

Innan turneringen hade inget nordamerikanskt landslag vunnit eller spelat oavgjort mot Sverige, Finland, Norge eller Ryssland (gäller både herrar och damer).
- USA tog poäng mot Sverige i gruppspelet.

### Fotnoter
1. ↑  ”Guld till gula och blå VM-damer”. Dagens nyheter. 17 februari 2007. http://www.dn.se/arkiv/sport/guld-till-gula-och-bla-vm-damer/. Läst 4 februari 2017.